# Caecum ryssotitum
Caecum ryssotitum är en snäckart som beskrevs av de Folin 1867. Caecum ryssotitum ingår i släktet Caecum och familjen Caecidae. Inga underarter finns listade i Catalogue of Life.